# Little Annie
Little Annie (eigentlich Anne Bandez, auch bekannt unter dem Pseudonym Annie Anxiety) ist eine US-amerikanische Sängerin, Malerin und Bühnenschauspielerin. Neben ihren eigenen Aufnahmen ist Bandez bekannt für ihre zahlreichen Beiträge zum Werk ganz unterschiedlicher Avantgarde-Musiker seit den 1980ern. Zu nennen sind der Rock-Musiker Kid Congo Powers, der Dub-Künstler Adrian Sherwood, die experimentelle Punk-Band Crass und die Elektronik-Band Coil.

## Leben
Ende der 1970er-Jahre trat Annie erstmals als Frontfrau der Punk-Band Annie and the Asexuals in Erscheinung. Die Gruppe veröffentlichte keine Platten, machte sich allerdings durch zahlreiche Live-Auftritte einen Namen. Zu ihren Fans zählte unter anderem Frank Zappa. Annie ging in den frühen 1980ern nach England, wo sie schnell Kontakte zu renommierten Szenegruppen knüpfte. In den folgenden Jahren wirkte sie unter anderem an Aufnahmen der Punk-Gruppe Crass, der Elektronikpioniere Coil und der damals im Post-Industrial-Spektrum aktiven Current 93 mit. Im Coil-Titel Things Happen auf deren Klassiker-Album Love’s Secret Domain stellte Annie erstmals ihre stimmlichen Fähigkeiten in Alt unter Beweis und wies auf Späteres voraus. Little Annie lebt und arbeitet seit einigen Jahren in New York und hat seit den 1980ern immer wieder Soloalben aufgenommen. Nach ganz unterschiedlichen kreativen Ausflügen in diverse Stilrichtungen des Postpunk, des Dub und der experimentellen Elektronik scheint Little Annie in den letzten Jahren neben ihrem Label Durtro Jnana auch ihren adäquaten Stil gefunden zu haben: Ihr bislang erfolgreichstes Album Songs from the Coalmine Canary (2006) wurde zusammen mit Antony Hegarty von Antony and the Johnsons und Joe Budenholzer von Backworld aufgenommen und enthält eine Sammlung meist balladesker Torch-Songs im Klaggewand zwischen Jazz, Kabarett, Soul und Chanson. Ihr Gesang ist bereits mit Marianne Faithfull und Grace Jones verglichen worden, ebenso mit jüngeren Sängerinnen wie Amy Winehouse. Auf dem Album ist auch der Titel Strange Love enthalten, der für einen Levi’s-Werbespot Verwendung fand und bei den Filmfestspielen in Cannes als bester Werbesong des Jahres 2006 ausgezeichnet wurde. Ihr nächstes, zusammen mit ihrem Live-Pianisten Paul Wallfisch (Botanica) eingespieltes Album When Good Things Happen to Bad Pianos schließt stilistisch an den Vorgänger an, wenngleich darauf überwiegend Neuinterpretationen einiger ihrer Lieblingssongs enthalten sind. Neu eingesungen werden u. a. Lieder von Tina Turner, U2, Frank Sinatra, Charles Aznavour und Jacques Brel. Auch das aktuelle Album Genderful, das wieder Eigenkompositionen  enthält, entstand zusammen mit Wallfisch. Bandez und Wallfisch haben sich als Live-Duo die Bühnen bereits mit Musikern wie Marc Almond und Baby Dee geteilt.

### Malerei
Little Annie ist außerdem Malerin und stellt regelmäßig in Galerien aus. Ihr betont naiver, in Ansätzen folkloristischer Malstil ist figurativ und kontrastiert nicht selten harmonisch wirkende Personen oder Gegenstände mit einem Hintergrund aus weiträumigen, zum Teil desolaten Großstadtlandschaften. Dabei stehen oft Farben wir rot und orange im Vordergrund, die Konturen sind weniger scharf und die Oberfläche wirkt häufig verwaschen. Vergleiche zu Frieda Kahlo wurden bereits gezogen, ebenfalls zum typischen Artwork der Psychedelic-Ära. In ihrer Reihe Urban Saints stehen sakrale Figuren im Zentrum. Madonnen, Engel und Christusfiguren erinnern partiell an klassische Ikonenmalerei oder an Zitate religiöser Werke der italienischen Renaissance wie z. B. Giotto. In ihrer Serie September Skyline wurden Motive integriert, die auf die Terroranschlägen des 11. September 2001 verweisen.

## Diskografie
- 1981: Annie Anxiety – Barbed Wire Halo; 7" (Crass Records)
- 1984: Annie Anxiety – Soul Possession; LP (Corpus Christi Records)
- 1987: Annie Anxiety Bandez – Jackamo; LP (One Little Indian Records)
- 1990: Annie Anxiety – Sugar Bowl; 7"/12" (Atco)
- 1992: Little Annie – Short and Sweet; LP (On-U Sound Records)
- 1994: Little Annie – In Dread with Little Annie; 12" (On-U Sound Records)
- 2001: Little Annie – Diamonds Made of Glass; 12" (Steamline)
- 2003: (mit Can Oral und Christian Jendreiko:) Little Annie & The Legally Jammin’ – Little Annie & The Legally Jammin’; LP (Italic)
- 2004: (mit Can Oral und Christian Jendreiko:) Little Annie & The Legally Jammin’ – Mixed Up Little Annie’; 12" (Italic)
- 2007: Little Annie – Songs from the Coalmine Canary; LP (Durtro Jnana)
- 2008: Little Annie and Paul Wallfisch – When Good Things Happen to Bad Pianos; LP (Durtro Jnana)
- 2010: Little Annie and Paul Wallfisch – Genderful; LP (Southern Records)

## Musiker, mit denen Little Annie zusammengearbeitet hat (Auswahl)
- Antony Hegarty
- Can Oral
- Christian Jendreiko
- Christoph Heemann
- Сон
- Coil
- Crass
- Current 93
- Joe Buedenholzer
- Kid Congo Powers
- Nurse With Wound
- Paul Oakenfold
- The Wolfgang Press